# Ung Huot
Ung Huot (tiếng Khmer: អ៊ឹង ហួត; sinh ngày 2 tháng 3 năm 1945) là cựu chính khách Campuchia, từng giữ chức Thủ tướng Campuchia từ năm 1997 đến năm 1998, cùng với Hun Sen. Là thành viên của Đảng FUNCINPEC, ông lần đầu tiên giữ chức Bộ trưởng Bộ Giáo dục, và sau đó là Bộ trưởng Bộ Ngoại giao trước khi được bổ nhiệm làm Thủ tướng.

## Thân thế và sự nghiệp
Ung Huot sinh năm 1945 tại tỉnh Kandal. Ông học chuyên ngành kế toán và tài chính và được trao học bổng du học Úc vào năm 1971 lúc mà cuộc nội chiến ở Campuchia bắt đầu. Ông nhận bằng Thạc sĩ Quản trị Kinh doanh (MBA) tại Đại học Melbourne và trở thành công dân Úc. Ít lâu sau ông kết hôn với Ung Malis Yvonne, đem cả nhà định cư ở Melbourne và tự xưng là lãnh đạo ủy ban kiều bào Campuchia tại đây. Ông chỉ quay trở lại Campuchia vào năm 1991 khi chính quyền cộng sản đang trên đà sụp đổ, và trở thành một quan chức cấp cao trong đảng FUNCINPEC. Ông được bổ nhiệm làm Bộ trưởng Giáo dục đến năm 1994 thì chuyển sang làm Bộ trưởng Ngoại giao.
Tháng 7 năm 1997, lãnh đạo FUNCINPEC Norodom Ranariddh đang giữ chức Thủ tướng thứ nhất, đã bị Thủ tướng thứ hai Hun Sen thuộc Đảng Nhân dân Campuchia vốn là đối thủ và đối tác liên minh của FUNCINPEC lật đổ. Hun Sen bèn ra mời Ung lên làm Thủ tướng thứ nhất thay thế Ranariddh. Cha của Ranariddh, Quốc vương Norodom Sihanouk lúc đầu từ chối công nhận sự dàn xếp này nhưng Ung đã trở thành Thủ tướng thứ nhất vào tháng 8 năm 1997 sau khi được Quốc hội bầu chọn. Khi một số người trong FUNCINPEC tố cáo Ung chỉ là kẻ bù nhìn, ông buộc phải rời FUNCINPEC và thành lập đảng của riêng mình gọi là Đảng Reastr-Niyum (Đảng Dân túy). Trong cuộc bầu cử năm 1998, Đảng Reastr-Niyum không giành được ghế nào trong Quốc hội, và Ung buộc phải từ chức Thủ tướng thứ nhất và Bộ trưởng Ngoại giao, để Hun Sen ra làm Thủ tướng duy nhất của Campuchia từ đó cho đến nay.